# الجنس اللطيف (فلم 1943)
الجنس اللطيف (بالإنجليزية: The Gentle Sex) هو فيلم حربي كوميدي درامي رومانسي بريطاني بالأبيض والأسود، صدر عام 1943، من إخراج ليزلي هوارد وموريس إلفي، ورواية هوارد. كتبه موي تشارلز، وأنتجته كونكانين برودكشنز، وتو سيتيز فيلمز، وديريك دي مارني. وكان آخر أفلام هوارد قبل وفاته.

## روابط خارجية
- مقالات تستعمل روابط فنية بلا صلة مع ويكي بيانات